# Associació Catalanista La Falç
Associació Catalanista La Falç fou una entitat catalanista fundada el juliol del 1898 i dirigida per Daniel Roig i Pruna, Miquel Balmas, J. Juan Martínez i Alfons Maseras i Galtés. Editava el diari Lo Jovent Català, que fou suspès per ordre governativa l'abril del 1900. Foren una de les organitzacions convocants de l'onze de setembre del 1901.